# Ruben Welde
Ruben Welde (ur. 30 października 1988 roku w Dreźnie) – niemiecki narciarz, specjalista kombinacji norweskiej, dwukrotny medalista mistrzostw świata juniorów.

## Kariera
Po raz pierwszy na arenie międzynarodowej Ruben Welde pojawił się 22 stycznia 2005 roku, kiedy wystartował w zawodach FIS Race w Planicy. Zajął wtedy 25. miejsce w konkursie rozgrywanym metodą Gundersena. W 2006 roku wystartował Mistrzostwach Świata Juniorów w Kranju, gdzie wspólnie z kolegami z reprezentacji wywalczył złoty medal w sztafecie. Rok później, podczas Mistrzostw Świata Juniorów w Tarvisio Niemcy zdobyli tym razem srebrny medal w sztafecie. Indywidualnie Welde był ósmy w sprincie, a Gundersena ukończył na 12. pozycji.
W Pucharze Świata zadebiutował 20 stycznia 2008 roku w Klingenthal, gdzie zajął 33. miejsce w Gundersenie. Pierwsze pucharowe punkty wywalczył dopiero rok później, 15 lutego 2009 roku także w Klingenthal, zajmując 26. miejsce w tej samej konkurencji. W sezonie 2008/2009 nie pojawił się już ani razu i w klasyfikacji generalnej zajął ostatecznie 70. miejsce. Równocześnie Welde startuje w zawodach Pucharu Kontynentalnego, w którym odnosi większe sukcesy. Siedmiokrotnie stanął na podium zawodów tego cyklu, przy czym 4 stycznia 2009 roku w Eisenerz zwyciężył w konkursie metodą Gundersena. W klasyfikacji generalnej sezonu 2008/2009 zajął drugie miejsce, ustępując tylko swemu rodakowi Matthiasowi Menzowi.
Po sezonie 2011/2012 zakończył zawodową karierę.

## Osiągnięcia

### Mistrzostwa świata juniorów
| Miejsce | Dzień    | Rok  | Miejscowość | Konkurencja           | Wynik zwycięzcy | Strata      | Zwycięzca        |
| ------- | -------- | ---- | ----------- | --------------------- | --------------- | ----------- | ---------------- |
| 1.      | 3 lutego | 2006 | Kranj       | Sztafeta HS109/4x5    | 55:42.3 min     | -           | -                |
| 12.     | 14 marca | 2007 | Tarvisio    | Gundersen HS109/10 km | 33:26.7 min     | +3:29.6 min | Anssi Koivuranta |
| 2.      | 16 marca | 2007 | Tarvisio    | Sztafeta HS109/4x5 km | 1:05:35.0 h     | +5.1 s      | Austria          |
| 8.      | 18 marca | 2007 | Tarvisio    | Sprint HS109/5 km     | 15:13.3 min     | +1:04.2 min | Eric Frenzel     |

### Puchar Świata

#### Miejsca w klasyfikacji generalnej
- sezon 2008/2009: 70.

#### Miejsca na podium chronologicznie
Jak dotąd Welde nie stał na podium indywidualnych zawodów Pucharu Świata.

### Puchar Kontynentalny

#### Miejsca w klasyfikacji generalnej
- sezon 2005/2006: 81.
- sezon 2006/2007: 43.
- sezon 2007/2008: 88.
- sezon 2008/2009: 2.
- sezon 2009/2010: 10.
- sezon 2010/2011: 50.
- sezon 2011/2012: 30.

#### Miejsca na podium chronologicznie
| Nr | Data             | Miejscowość      | Konkurencja           | Wynik zwycięzcy | Pozycja | Strata  | Zwycięzca            |
| -- | ---------------- | ---------------- | --------------------- | --------------- | ------- | ------- | -------------------- |
| 1. | 4 stycznia 2009  | Eisenerz         | Gundersen HS100/10 km | 25:00.4 min     | 1.      | -       | -                    |
| 2. | 10 stycznia 2009 | Klingenthal      | Gundersen HS140/10 km | 28:27.9 min     | 3.      | +20.9 s | Ole Christian Wendel |
| 3. | 11 stycznia 2009 | Klingenthal      | Gundersen HS140/10 km | 28:53.4 min     | 2.      | +3.5 s  | Andreas Günter       |
| 4. | 1 lutego 2009    | Titisee-Neustadt | Gundersen HS142/10 km | 27:18.1 min     | 3.      | +51.1 s | Jan Christian Bjørn  |
| 5. | 1 marca 2009     | Wisła            | Gundersen HS134/10 km | 27:33.7 min     | 3.      | +20.3 s | Håvard Klemetsen     |
| 6. | 6 marca 2010     | Høydalsmo        | Gundersen HS94/10 km  | 27:03.6 min     | 3.      | +4.4 s  | Håvard Klemetsen     |
| 7. | 14 marca 2010    | Ruka             | Gundersen HS142/10 km | 29:23.9 min     | 2.      | +11.4 s | Christian Beetz      |

### Letnie Grand Prix

#### Miejsca w klasyfikacji generalnej
- 2009: 39.

#### Miejsca na podium w zawodach
Jak dotąd Welde nie stał na podium indywidualnych zawodów LGP.